# Autódromo Eduardo Copello
El Autódromo Eduardo Copello o Autódromo El Zonda es un autódromo ubicado en la Quebrada de Zonda, Rivadavia, San Juan, Argentina, a solo ocho kilómetros de la capital provincial. Recibió este nombre en honor al destacado piloto sanjuanino Eduardo José Copello. Esta gestionado por la Asociación Sanjuanina de Volantes.

## Historia
Los ingenieros que estuvieron a cargo de la proyección y construcción del autódromo son Romano Petrini y Alberto Olivera y la visión de construirlo en la Quebrada de Zonda fue el Arq, Enrique Scognamillo, que por entonces era el Titular de la Dirección de Arquitectura y Obras Sanitarias de la Provincia.

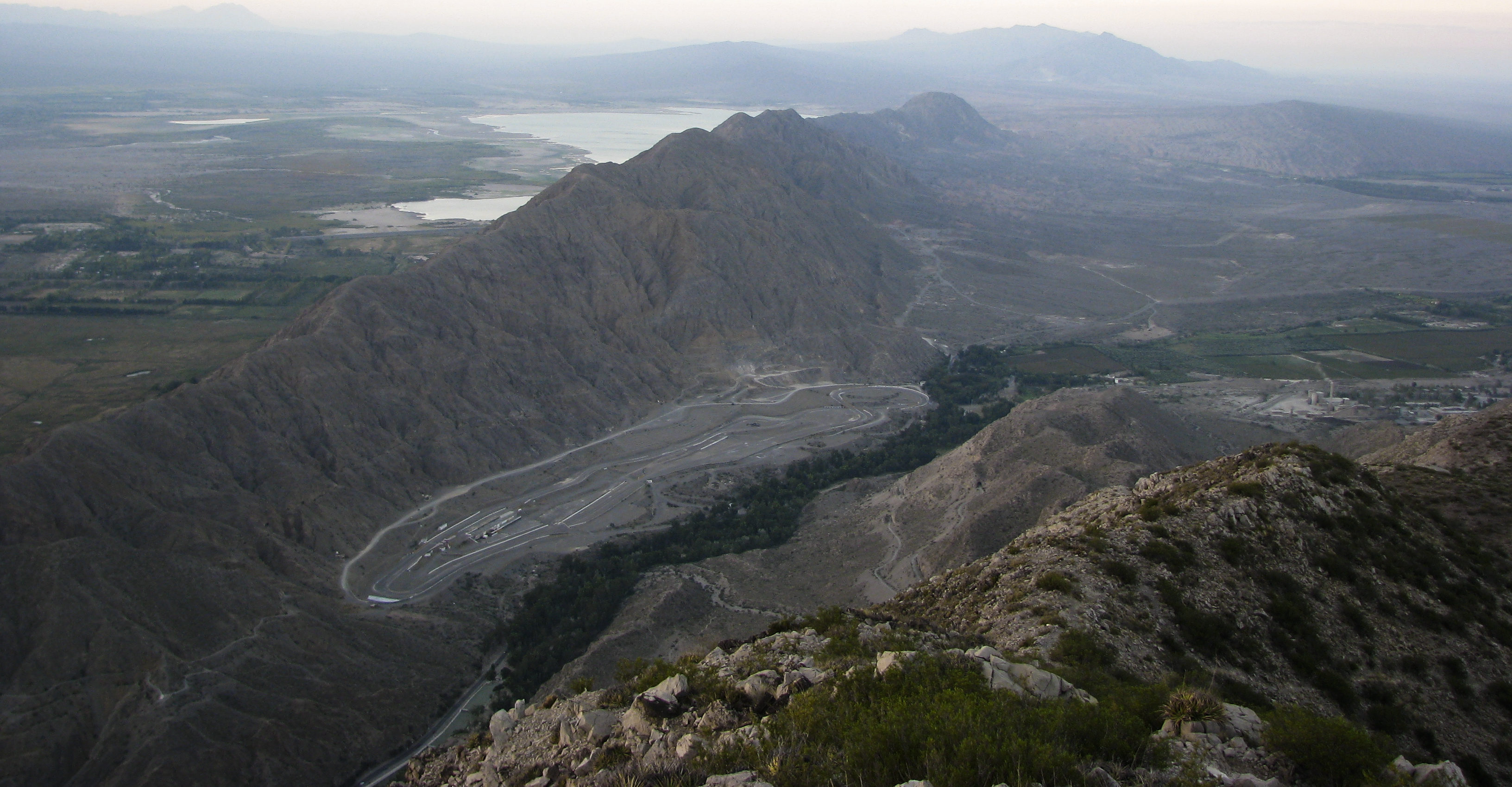
Vista del autódromo dentro de la Quebrada de Zonda.

El autódromo se inauguró el 8 de octubre de 1967 con una carrera de Turismo Carretera, y comenzó a trascender a nivel nacional y sudamericano por una construcción, especial y muy exigente. Rápidamente, El Zonda se convirtió en uno de los mejores autódromos de Sudamérica y en ícono de la provincia de San Juan.
El Turismo Carretera volvió al autódromo en 1968, tras lo cual nunca regresó.
En 1970 se presentó la Fórmula 1 Mecánica Argentina. En ese momento, Raúl Kissling se despistó y salió despedido del auto. Sufrió lesiones leves. Uno de los neumáticos colisionó contra el poste, que se derrumbó y mató al niño del público. Fue el primer deceso que ocurría en el autódromo.
En 1973 en sus instalaciones se realiza la primera Fiesta Nacional del Sol.
En 1994, un nuevo deceso ocurre en el autódromo sanjuanino, pues el piloto local Carlos "Negrillo" Sánchez fallece en un trágico accidente en la tercera y última carrera de la primera fecha del campeonato monomarca Gol realizada en aquel circuito, luego de que el auto en el que el malogrado corredor iba montado había sufrido un percance en uno de sus neumáticos, haciendo que el auto se volcara y, de paso, sufriera una explosión, generando un incendio, lo que gatilló casi de inmediato la muerte del piloto; por lo anterior, hubo varios intentos por salvarle la vida al "Negrillo" de ese funesto destino, mas la magnitud del fuego difícil de extinguir (y su consiguiente avance) los hicieron inviables, los cuales contribuyeron a la muerte del piloto, dada la negligencia de la precaria seguridad producida en aquella ocasión (dada la ausencia de bomberos en el lugar).
El autódromo ha sido utilizado como campamento de etapa en varias ediciones del Rally Dakar.

## Otros Eventos
En 1973 en sus instalaciones se realiza la primera Fiesta Nacional del Sol. Este evento se realizó sin interrupciones hasta el año 2.018. 